# Polycyrtus junceus
Polycyrtus junceus là một loài tò vò trong họ Ichneumonidae.